# Dryobates
Dryobates — рід дятлоподібних птахів родини дятлових (Picidae). Представники цього роду мешкають в Євразії і Америці. В Україні мешкає один вид — дятел малий (Dryobates minor).
Раніше представників роду Dryobates відносили до родів Дятел (Dendrocopos) і Трипалий дятел (Picoides), однак за результатами молекулярно-філогенетичного дослідження вони були переведені до відновленого роду Dryobates.

## Види
Виділяють п'ять видів:
- Дятел каліфорнійський (Dryobates nuttallii)
- Дятел техаський (Dryobates scalaris)
- Дятел пухнастий (Dryobates pubescens)
- Дятел китайський (Dryobates cathpharius)
- Дятел малий (Dryobates minor)

## Етимологія
Наукова назва роду Dryobates походить від сполучення слів дав.-гр. δρυς — дерево і βατης — той, хто ходить.